# André Carreira
André Carreira (Juiz de Fora, 18 de junho de 1960) é um diretor de teatro brasileiro e professor da Universidade do Estado de Santa Catarina.

## Teatro de rua e Atuação
Diretor que explora o teatro de palco e o teatro de rua. Seu trabalho está muito relacionado com a noção de risco físico e invasão da silhueta da cidade.  Além disso desenvolve desde 2007 uma pesquisa sobre procedimentos de atuação relacionada com a ideia de um 'teatro de intensidade' e de uma 'atuação por estados'.
Formado em artes plásticas pela Universidade de Brasília, se doutorou em teatro pela Universidad de Buenos Aires. Atualmente é professor da Universidade do Estado de Santa Catarina onde leciona no Programa de Pós-Graduação em Teatro (Mestrado/Doutorado) e coordena o Programa de Mestrado Profissional em Artes (PROF-ARTES) É autor do livro Teatro de Rua: uma paixão no asfalto publicado pela Editora HUCITEC em 2007.

## Biografia
Iniciou a carreira atuando em Brasília primeiro sob direção de Chico Expedito no grupo Katharsis e posteriormente no grupo Teatro dos Artistas Plástico sob direção de Fernando Villar. Após mudança para Buenos Aires (1984) estudou direção teatral na Escuela Municipal de Arte Dramático (EMAD) por dois anos e realizou doutorado em teatro na Universidad de Buenos Aires com orientação do diretor Francisco Javier. Em 1986 fundou o grupo Escena Subterránea que se dedicou a realizar espetáculos no interior do metrô da cidade antes de realizar diversas viagens ao exterior inclusive com apresentações nos metrôs de São Paulo e Barcelona. 
Residindo em Florianópolis, desde 1995 Carreira dirige o grupo Experiência Subterrânea realizando um trabalho focado no risco físico. No seu trabalho de teatro de rua se destacam os espetáculos A destruição de Numância com texto de Cervantes, O Homem de cristal, e Das saborosas aventuras de Dom Quixote de La Mancha e seu fiel escudeiro Sancho Pança, baseada na obra de Miguel de Cervantes. Todos estes espetáculos construídos como um teatro de invasão da silhueta da cidade. No palco o trabalho do diretor foca os procedimentos do ator e a exploração de limites físicos e emocionais. Neste caso se ressaltam Álbum sistemático da infância, a partir de texto de Daniel Veronese, com atuação de Jaqueline Valdívia e Renato Turnes; Women’s, da obra de Daniel Veronese com Jaqueline Valdívia e Vanessa Damasco; O Líquido tátil, com texto de Daniel Veronese, com atuação de Heloíse Vidor, Olívia Camboim e André Silveira

## Montagens
- 2007 Das sobras de tudo que chamam lar
- 2006 A Casa Tomada
- 2002 O Líquido Tátil
- 2001 Women's
- 2000 Romeu e Julieta
- 2000 O Homem de Cristal.
- 2000 Álbum Sistemático da Infância
- 1998 A Destruição de Numância
- 1986 / 1995 Ações com o grupo Escena Subterránea (Buenos Aires)